# Anomala latefemorata
Anomala latefemorata är en skalbaggsart som beskrevs av Ohaus 1910. Anomala latefemorata ingår i släktet Anomala och familjen Rutelidae. Inga underarter finns listade i Catalogue of Life.